# Ñaque o de piojos y actores

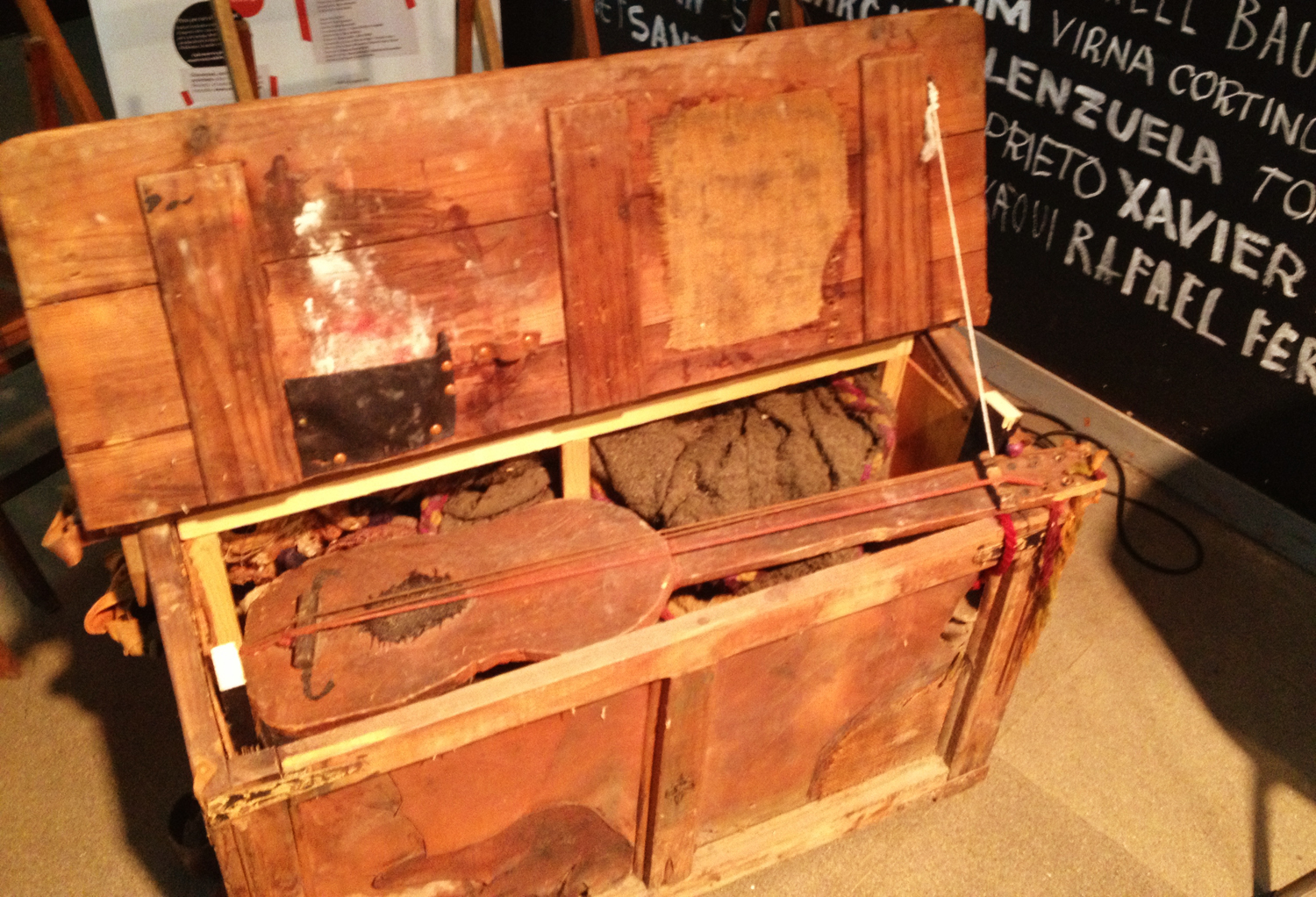
Baúl original de la obra.

Ñaque o de piojos y actores es una obra de teatro del dramaturgo español José Sanchis Sinisterra, estrenada en 1980.

## Argumento
La obra se centra en las desventuras de Ríos y Solano, dos míseros actores, integrantes de un ñaque (compañía teatral compuesta por solo dos actores) en la España del siglo XVII, que, a través de ingeniosos diálogos, pasean su pobreza y su talento por los caminos de Castilla.
«Arrastrando un viejo arcón que encierra todo su “aparato” teatral, Ríos y Solano llegan al “aquí” y “ahora” de la representación procedentes de un largo vagabundeo a través del espacio y del tiempo. Han de repetir ante el público un tosco espectáculo, pero el cansancio, las dudas y temores retrasan, interrumpen una y otra vez su actuación, en un diálogo que deliberadamente, los emparenta con Vladimiro y Estragón, los ambiguos clowns de Samuel Beckett».

José Sanchis Sinisterra.

## Montajes
Fue estrenada por la compañía del Teatro Fronterizo de Barcelona en Sitges el 29 de octubre de 1980 con buena crítica y recepción: «Las largas y entusiastas ovaciones de un teatro lleno a las dos de la madrugada demostraron la importancia de este espectáculo estrenado en Sitges». Representada de nuevo el 6 de diciembre de 1980 en el Teatro del Gayo Vallecano de Madrid en un ciclo organizado por la Junta Municipal de Vallecas, un año más tarde, el 9 de diciembre de 1981, pasó al escenario del Teatro Español también de la capital de España, dirigidos por el propio Sanchis Sinisterra e interpretado por Luis Miguel Climent y Manuel Dueso.
En 2008 se escenificó en Zaragoza, con Juan Alberto López, Yiyo Alonso y dirección de José Sanchis Sinisterra y Carlos Martín.
En 2016 se escenificó en Buenos Aires, con Carlos Miranda, Melvin Jiménez con dirección de Ana Ulate.
En 2017 se escenificó en Ciudad de México con Donovan N. Reygadas D., Aziel Esau y dirección de Luis Cravioto. En Madrid se estrenó por parte de Melendra Teatro en la UCM con Pablo Calvo González, Alberto Monreal Escolano y dirección de Íñigo Arricibita Yoldi.
En 2018 se escenificó en Argamasilla del Alba con reparto femenino: Ángeles Jiménez y Mª Eugenia Moya; la dirección recayó en Javier Mogán.
En 2019 se escenificó en Arrecife, Canarias, con Germán Barrios, Alby Robayna y dirección de Miguel Ángel Maciel. Una producción de las compañías Comi-K Teatro y Actúa, con música original creada por el compositor Manuel Becerra.

## Premios
Premio del Festival de Teatro de Sitges, Artur Carbonell, 1980.